# Cabinet Schäffer
Le cabinet de Fritz Schäffer était le gouvernement du Land de Bavière du 28 mai 1945 au 28 septembre 1945, ce qui en fait le premier gouvernement fédéré bavarois d'après-guerre.
Dirigé par le chrétien-social Fritz Schäffer, il était soutenu par une grande coalition entre l'Union chrétienne-sociale en Bavière (CSU) et le Parti social-démocrate d'Allemagne (SPD)

## Composition
| Poste                                          | Titulaire | Titulaire                                       | Parti | Secrétaire d'État                                                                         |
| ---------------------------------------------- | --------- | ----------------------------------------------- | ----- | ----------------------------------------------------------------------------------------- |
| Ministre-président Ministre des Finances       |           | Fritz Schäffer                                  | CSU   | Anton Pfeiffer conseiller/directeur de la chancellerie d'État à partir du 10 juillet 1945 |
| Ministre de l'Intérieur                        |           | Karl August Fischer du 07/06/1945 au 01/09/1945 | Sans  |                                                                                           |
| Ministre de la Justice                         |           | Hans Ehard                                      | CSU   |                                                                                           |
| Ministre de l'Économie                         |           | Karl Arthur Lange                               | Sans  |                                                                                           |
| Ministre de l'Agriculture et des Forêts        |           | Ernst Rattenhuber                               | CSU   |                                                                                           |
| Ministre des Chemins de fer                    |           | Dr. Karl Rosenhaupt                             | Sans  |                                                                                           |
| Ministre de Postes                             |           | Hugo Geiger (de)                                | CSU   |                                                                                           |
| Ministre de l'Enseignement et de la Culture    |           | Alois Hundhammer à partir du 16/06/1945         | CSU   |                                                                                           |
| Ministre du Travail et de l'Assistance sociale |           | Albert Roßhaupter                               | SPD   |                                                                                           |